# マリカ (雑誌)
『マリカ』 (Malika) は、2008年4月28日に扶桑社より創刊された女性向けの漫画雑誌。毎月28日発売。2008年10月28日に発売された2008年12月号をもって事実上廃刊。

## 概要
誌名のマリカは、サンスクリット語でジャスミンの意。ジャスミンの香りには、落ち込んだ気分を引き上げ自信を持たせる効果があるといい、読者をそういう気分にさせたいとの思いからこの名前がつけられた。
少女向け、OL向け、主婦向けなどと購買ターゲットに垣根を作らないことを前置きしていた。また、分厚くない漫画雑誌を自称しており、他誌と比べると薄めであった。
音楽作品やテレビドラマとのコラボレーション作品も存在した。

## 連載作品一覧
- 愛の生活（桜沢エリカ）
- えくすとりー夢（ナオミ・レモン）
- GO GO NIKITO!（朔田浩美）
- コキュートスは嗤う（高口里純）
- Jasmine Note（斉木久美子）
- 世田谷のマリーアントワネット（後藤羽矢子）
- ちょっかいゴコロ（宇仁田ゆみ）
- もう君を愛していない（原田梨花）
- ラスト・フレンズ（竹田ミト）
- レンタルお姉さん（比古地朔弥）